# أرمان شيلدز
أرمان شيلدز (بالإنجليزية: Arman Shields)‏ هو لاعب كرة قدم أمريكية أمريكي، ولد في 10 يوليو 1985 في واشنطن العاصمة في الولايات المتحدة.